# Soczówki
Soczówki – wieś w Polsce położona w województwie łódzkim, w powiecie opoczyńskim, w gminie Żarnów.
Prywatna wieś szlachecka Soczewki, położona była w drugiej połowie XVI wieku w powiecie opoczyńskim województwa sandomierskiego. W latach 1975–1998 miejscowość administracyjnie należała do województwa piotrkowskiego.
Przez miejscowość przebiega droga wojewódzka nr 746.
Wierni Kościoła rzymskokatolickiego należą do parafii św. Anny w Bedlnie.